# Florian Amand Janowski

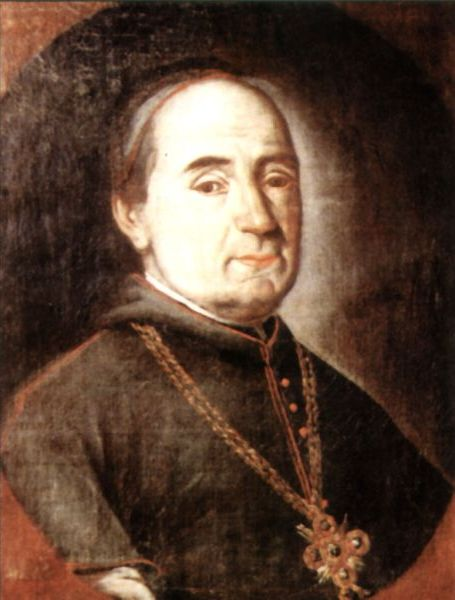
Florian Amand Janowski, 1. Bischof von Tarnów (1786–1801)

Florian Amand Janowski OSB (* 28. April 1725 in Masłomiąca bei Michałowice, Kleinpolen; † 4. Januar 1801 in Tarnów) war Bischof von Tarnów.

## Leben
Florian Janowski, adeliger Abstammung, studierte Philosophie an der Jagiellonen-Universität in Krakau. Im Jahre 1745 trat er in die Benediktinerabtei Tyniec ein, zu seiner Profess 1746 erhielt er den Ordensnamen Amand. Im Kloster studierte er Theologie und wurde dort am 16. März 1749 zum Ordenspriester geweiht. Er promovierte zum Doktor der Theologie und wurde 1749 Professor für Philosophie und Dogmatik in der Abtei. Erst Cellerar, dann Sekretär wurde er 1762 nach seiner Rückkehr aus Rom Abt in Tyniec. Er gewann Autorität und Vertrauen bei den Mönchen und konnte so auch Einfluss nehmen auf andere Benediktinerniederlassungen in Polen.
Janowski wirkte mit bei den Verhandlungen, die zur Gründung des Bistums Tarnów führten, so dass ihn Kaiser Joseph II. am 24. Dezember 1785 zum ersten Bischof ernannte. Mit der kanonischen Errichtung des Bistums Tarnów am 13. März 1786 durch Pius VI. bestätigte der Papst auch am 3. April 1786 den neuen Bischof. Konsekriert wurde er am 13. August 1786 durch den Erzbischof von Lemberg, Ferdynand Onufry Kicki. Im Bistum Tarnów wurde er am 24. September 1786 installiert. 
Sein Vermögen vermachte Janowski testamentarisch der Diözese Tarnów. Er wurde auf dem Alten Friedhof in Tarnów beigesetzt.